# Římskokatolická farnost Pivín
Římskokatolická farnost Pivín je územní společenství římských katolíků v Pivíně a okolí. Organizačně spadá do děkanátu Prostějov.

## Historie
První písemná zmínka o existenci kostela v Pivíně pochází z roku 1550, kdy byla vesnice prodána zemanu Krištofovi Folknhonovi z Glosku. V té době však pivínská farnost patřila utrakvistům. V roce 1623 byl Pivín vypálen tureckými vojsky a poničená farnost zůstala bez kostela a bez kněze, následně byla přifařena ke katolickým Vřesovicím. Z účetních zpráv vřesovických farářů se dochovala informace, že už v roce 1609 existovalo v Pivíně kostelní pole. Během třicetileté války obyvatelé Pivína velmi strádali a prostějovský děkan informoval arcibiskupa o tom, že začali podléhat pověrčivosti. V té době se novým majitelem Pivína stal premonstrátský klášter Hradisko u Olomouce. Opat Bernard Wancke inicioval stavbu nynějšího kostela v Pivíně. Stavba proběhla poměrně rychle, vedl ji pravděpodobně některý z žáků Jana Blažeje Santiniho-Aichela. Základní kámen byl posvěcen roku 1713 a roku 1716 byl již chrám sv. Jiří dokončen. Dalším významným datem pivínské farnosti je 8. říjen 1745, kdy opat Pavel Václavík věnoval kostelu milostný obraz Panny Marie. Od té doby je Pivín řazen mezi mariánská poutní místa. Hlavní pouť zde bývá slavena 8. září. Některé vesnice putovaly na pouť i v jiné dny, např. Ivaň vždy na svátek sv. Cyrila a Metoděje. Dle ustanovení papeže Pia IX. získají odpustky ti poutníci, kteří v pivínském kostele na sv. Jiří, nebo o určitých mariánských svátcích přijmou svátosti a pomodlí se za mír, vykořenění bludů a vyvýšení církve svaté. 106 let patřil Pivín vřesovické farnosti, ale po josefínských reformách, kdy císař nařídil, aby všude tam, kde věřící putují do kostela déle než hodinu, byla zřízena samostatná fara, se roku 1784 stal samostatnou farností.

## Příběh milostného obrazu Panny Marie
Zpráva o umístění mariánského obrazu do pivínského kostela sv. Jiří se dochovala v textu kronikáře Adama Ernesta Ruebnera. Vypráví o tom, že jakýsi setník za vlády Leopolda I. nachytal poblíž Vratislavi skupinu "jinověrců" vyfukovat šipky do posvátného obrazu Panny Marie zavěšeného na stromě. Vandaly zahnal, obraz si ponechal a denně se u něj modlil. Voják nějaký čas pobýval v olomouckém hostinci U zlatého koníka, než dostal rozkaz táhnout do Uher. Obraz přenechal hostinskému, který se stal jeho horlivým ctitelem. Kdykoliv potřeboval pomoc, šel a modlil se před darovaným obrazem. Podle legendy obraz zabránil i šíření požáru. Po smrti hostinského připadl obraz jeho synovi P. Otto Desperovi, premonstrátu, který se také utíkal ve svých potřebách k Panně Marii a prý byl vždy vyslyšen. Když zemřel i P. Desper, hradišťský opat daroval obraz pivínskému kostelu s podmínkou, že bude umístěn na hlavním oltáři.

## Chronologický seznam kněží
- 1786 - 1801 P. Jan Osvald Efferle
- 1801 - 1802 P. Václav Pokorný
- 1802 - 1812 P. Ignác Horecký
- 1812 - 1848 P. František Vrba
- 1848 - 1851 P. František Lerch
- 1851 - 1869 P. Viktor Brdlica
- 1869 - 1882 P. Antonín Krejčiřík
- 1882 - 1921 P. Antonín Čačka
- 1921 - 1924 P. František Černoch
- 1924 - 1934 P. Cyprián Lochman
- 1934 - 1934 P. Vladimír Gibala
- 1934 - 1947 P. Josef Puller
- 1947 - 1954 P. Dominik Frnka
- 1954 - 1960 P. Vojtěch Vrtílek
- 1960 - 1961 P. Štěpán Koželuha
- 1961 - 1966 P. František Strejček
- 1966 - 1973 P. František Šoupal
- 1973 - 1981 P. Alois Kotek
- 1981 - 1987 P. František Dobeš
- 1987 - 1990 P. František Ptáček, SDB
- 1990 - 1993 P. Josef Strbák
- 1993 - 1996 P. Marian Wawrzon, SDS
- 1996 - 1997 P. Adam Cynarski, SDS
- 1997 - 2008 P. Marek Výleta
- 2008 - 2009 P. Mariusz Sienkowski
- 2009 - 2015 P. Marek František Jarosz
- 2015 - 2025 P. Andrzej Kaliciak, SDS[3] (adm. exc. z Vřesovic)
- 2025 - doposud P. Stanislav Trčka

## Rodáci
- Msgre František Horák - probošt u sv. Mořice v Olomouci, poslanec Moravského zemského sněmu
- P. Ignát Vrba - kněz, podnikatel, novinář, poslanec Moravského zemského sněmu
- P. Josef Heribert Kalný (narozen v Čelčicích, dětství však prožil v Pivíně) - provinciál milosrdných bratří v Rakousku-Uhersku
- P. Augustin Ladislav Gazda, OSB - převor-administrátor benediktinských opatství Rajhrad a Emauzy